# Modelo HEXACO

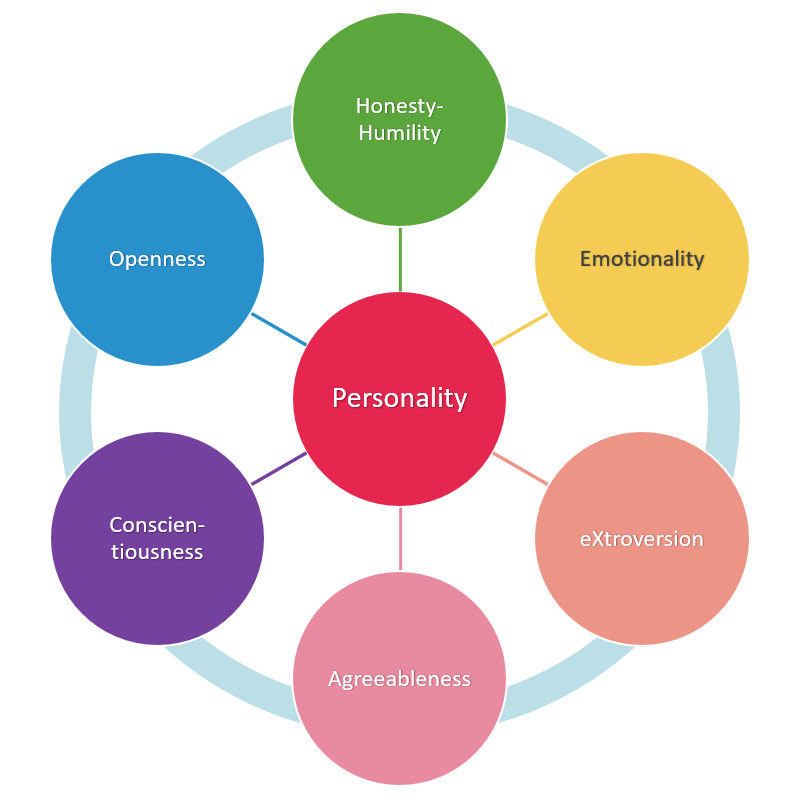
Os seis traços de personalidade HEXACO

O modelo HEXACO de estrutura da personalidade é um modelo de seis dimensões da personalidade humana que foi criado por Ashton e Lee e explicado em seu livro, The H Factor of Personality, baseado em descobertas de uma série de estudos lexicais envolvendo várias  línguas europeias e asiáticas. Os seis fatores de personalidade, ou dimensões, incluem Honestidade-Humildade (H), Emocionalidade (E), Extroversão (X), Amabilidade (A), Conscienciosidade (C) e Abertura à Experiência (O). Cada fator é composto por traços com características que indicam níveis altos e baixos do fator. O modelo HEXACO foi desenvolvido através de métodos semelhantes a outras taxonomias de características e baseia-se no trabalho de Costa e McCrae e Goldberg. O modelo, portanto, compartilha vários elementos comuns com outros modelos de traços. No entanto, o modelo HEXACO é único principalmente devido à adição da dimensão Honestidade-Humildade.

## O modelo de personalidade HEXACO

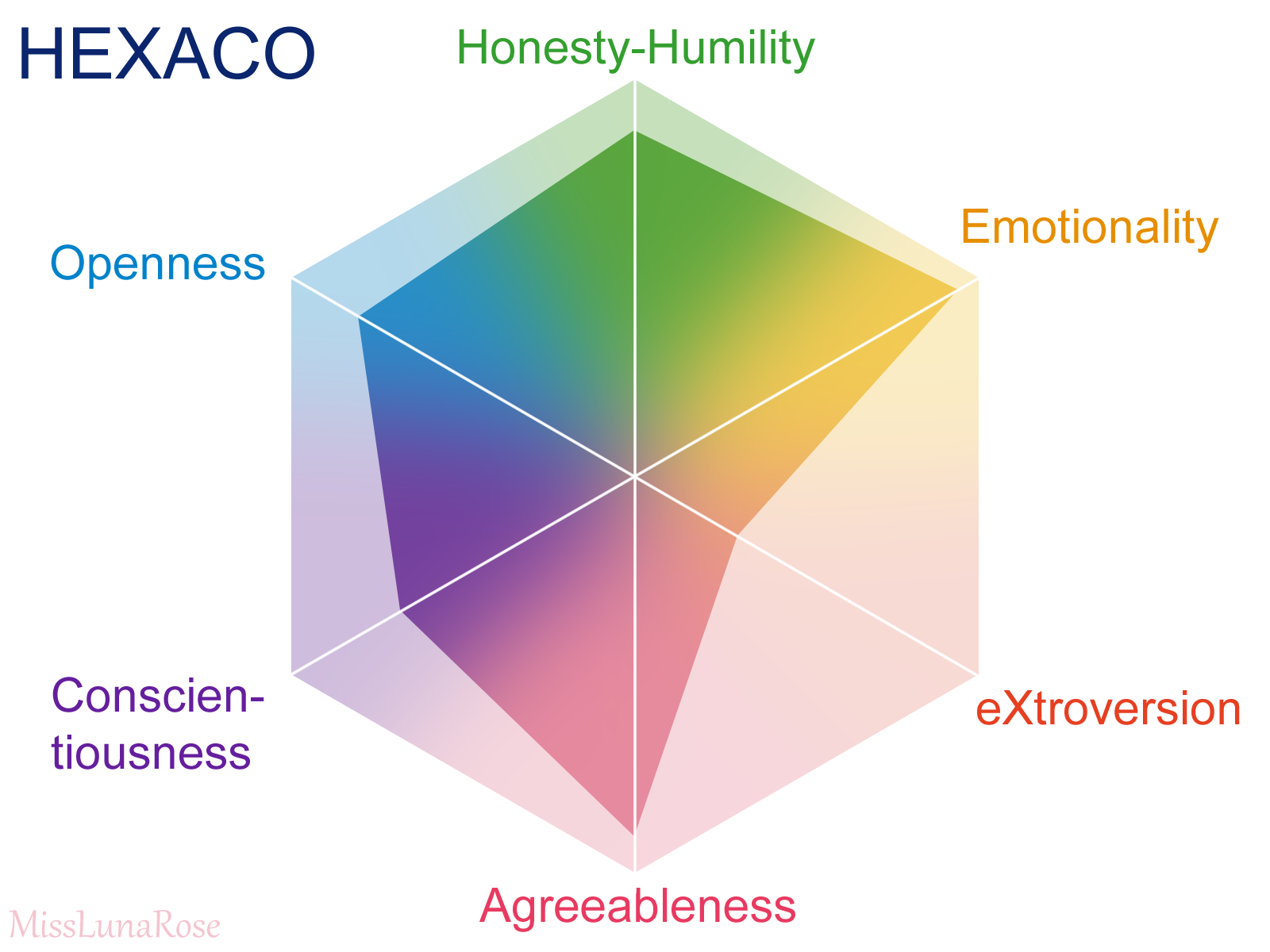
Uma visualização das pontuações HEXACO de uma jovem

O modelo de personalidade HEXACO conceitua a personalidade humana em termos de seis dimensões.
O modelo foi desenvolvido a partir de vários estudos lexicais independentes anteriores. Taxonomias baseadas na linguagem para traços de personalidade têm sido amplamente utilizadas como um método para desenvolver modelos de personalidade. Esse método, baseado na lógica da hipótese lexical, utiliza adjetivos encontrados na linguagem que descrevem comportamentos e tendências entre os indivíduos. A análise fatorial é usada nos adjetivos para identificar um conjunto mínimo de grupos independentes de traços de personalidade.
Os estudos de pesquisa baseados na hipótese lexical descrita acima foram realizados pela primeira vez na língua inglesa. Estudos lexicais subsequentes foram conduzidos em outros idiomas e, comparando os resultados, seis fatores emergentes foram revelados de forma semelhante em todos os idiomas testados, incluindo o inglês.
A personalidade é frequentemente avaliada usando um inventário de auto-relato ou um inventário de relatório de observador. Os seis fatores são medidos por meio de uma série de perguntas elaboradas para avaliar um indivíduo nos níveis de cada fator. Ashton e Lee desenvolveram formulários de auto-relato e de observação do HEXACO Personality Inventory-Revised (HEXACO-PI-R). O HEXACO-PI-R avalia os seis amplos fatores de personalidade HEXACO, cada um dos quais contém quatro "facetas", ou características de personalidade mais restritas. (Uma 25ª faceta adicional, chamada Altruísmo, também está incluída e representa uma mistura dos fatores Honestidade-Humildade, Emocionalidade e Amabilidade).
Os seis fatores, suas facetas e os adjetivos descritivos da personalidade que normalmente pertencem a esses seis grupos são os seguintes:
- Honestidade-Humildade (H):
  - Facetas: Sinceridade, Justiça, Evitar a Ganância, Modéstia
  - Adjetivos: {sincero, honesto, fiel, leal, modesto/despretensioso} versus {astuto, enganoso, ganancioso, pretensioso, hipócrita, jactancioso, pomposo}

- Emocionalidade (E):
  - Facetas: Medo, Ansiedade, Dependência, Sentimentalismo
  - Adjetivos: {Emocional, hipersensível, sentimental, medroso, ansioso, vulnerável} versus {corajoso, duro, independente, seguro de si, estável}

- Extroversão (X):
  - Facetas: Auto-estima social, ousadia social, sociabilidade, vivacidade
  - Adjetivos: {Extrovertido, animado, sociável, falante, alegre, ativo} versus {tímido, passivo, retraído, introvertido, quieto, reservado}

- Amabilidade (A):
  - Facetas: Perdão, Gentileza, Flexibilidade, Paciência
  - Adjetivos: {paciente, tolerante, pacífico, suave, agradável, indulgente, gentil} versus {mal-humorado, briguento, teimoso, colérico}

- Conscienciosidade (C):
  - Facetas: Organização, Diligência, Perfeccionismo, Prudência
  - Adjetivos: {organizado, disciplinado, diligente, cuidadoso, completo, preciso} versus {desleixado, negligente, imprudente, preguiçoso, irresponsável, distraído}

- Abertura à Experiência (O):
  - Facetas: Apreciação estética, curiosidade, criatividade, não convencional
  - Adjetivos: {intelectual, criativo, não convencional, inovador, irônico} versus {superficial, sem imaginação, convencional}

## História e desenvolvimento
O Modelo de Personalidade HEXACO começou seu desenvolvimento inicial em 2000. Foi derivado de modelos de personalidade usados anteriormente, como os Cinco Grandes fatores abordados no NEO-PI. Esses cinco grandes traços de personalidade (conscienciosidade, amabilidade, abertura à experiência, neuroticismo/emocionalidade e extroversão) foram o resultado de estudos lexicais anteriores da personalidade e foram popularizados na década de 1980. No entanto, quando estudos lexicais semelhantes foram realizados em vários outros idiomas, em vez de apenas em inglês, surgiu um sexto fator, chamado de fator Honestidade-Humildade. As outras línguas em que os novos estudos lexicais foram conduzidos incluíam: holandês, francês, coreano, polonês, croata, filipino, grego, alemão, italiano, húngaro e turco. Além disso, os estudos lexicais em outras línguas revelaram diferentes subfacetas dos fatores Emocionalidade e Amabilidade do que o modelo original de cinco fatores sugerido. Hoje, o modelo HEXACO tornou-se um modelo de personalidade amplamente utilizado.

## Relações com os fatores de personalidade "Cinco Grandes"
Atualmente, o modelo de estrutura de personalidade mais utilizado também é baseado em análises de adjetivos descritivos de personalidade. Este modelo consiste nos cinco fatores de personalidade conhecidos coletivamente como os "Cinco Grandes" (Big Five em inglês). Três dos Cinco Grandes fatores são semelhantes aos fatores Extroversão, Conscienciosidade e Abertura à Experiência do modelo HEXACO. Os dois fatores restantes, chamados Amabilidade e Neuroticismo (com o pólo oposto do último fator sendo Estabilidade Emocional), são semelhantes aos fatores Amabilidade e Emocionalidade do modelo HEXACO – mas com algumas diferenças no conteúdo dos fatores. Amabilidade e Emocionalidade no modelo HEXACO representam variantes rotacionadas de suas contrapartes no Big Five, por exemplo, características relacionadas a um temperamento explosivo estão associadas a Neuroticismo ou baixa Estabilidade Emocional na estrutura Big Five, mas com baixa Amabilidade na estrutura HEXACO. Portanto, a Amabilidade do Big Five e a Amabilidade da HEXACO não são idênticas. Os fatores Big Five não incluem um fator Honestidade-Humildade, mas algumas das características pertencentes à Honestidade-Humildade são incorporadas ao fator Amabilidade dos Cinco Grandes. Embora investigações anteriores tenham encontrado apenas os cinco grandes fatores, estudos mais recentes conduzidos em vários idiomas (incluindo inglês) com conjuntos maiores de adjetivos recuperaram seis fatores, conforme resumido acima. Os nomes de quatro dos fatores HEXACO (todos, exceto Honestidade-Humildade e Emocionalidade) foram adotados de rótulos existentes para os Cinco Grandes fatores. Os nomes dos fatores foram selecionados com base no significado comum das características dentro de cada fator. Ainda assim, outros estudos que comparam os dois mostram que alguns traços podem ser analisados usando o modelo HEXACO em vez do Big Five. A título de exemplo, traços como narcisismo ou manipulação podem ser avaliados com o traço honestidade-humildade incluído no modelo.

## Pesquisa relacionada ao modelo HEXACO

### Base teórica de Amabilidade, Honestidade-Humildade e Emocionalidade
O modelo HEXACO é frequentemente utilizado em pesquisas quando comportamentos ou traços encontrados nas dimensões Amabilidade, Honestidade-Humildade e Emocionalidade são de interesse específico. Os fatores de Amabilidade, Honestidade-Humildade e Emocionalidade são diferentes de suas contrapartes no Modelo de Cinco Fatores. Honestidade-Humildade, Emocionalidade e Amabilidade são propostas como medidas de comportamento Altruísta versus Antagônico. Honestidade-Humildade e Amabilidade medem dois aspectos diferentes do altruísmo recíproco, cujos altos níveis indicam uma propensão para o comportamento de ajuda e cooperação em oposição à exploração dos outros. O fator Honestidade-Humildade representa a tendência de uma pessoa para comportamentos altruístas pró-sociais, enquanto Amabilidade indica a tendência de um indivíduo a perdoar e mostrar tolerância. A emotividade é uma medida de altruísmo de parentesco, ou seja, a tendência de mostrar empatia e apego aos parentes.

### Honestidade-Humildade e a Tríade Sombria
O fator Honestidade-Humildade tem sido usado em uma variedade de estudos como medida de comportamento ético ou pró-social (Ver Ashton e Lee 2008 para mais detalhes). Baixos níveis do fator Honestidade-Humildade estão associados a maiores níveis de materialismo, práticas comerciais antiéticas e comportamento sexual desviante. O fator Honestidade-Humildade foi encontrado para prever o endosso de práticas comerciais antiéticas e até mesmo o grau em que uma pessoa assumirá riscos de saúde e segurança (mesmo em relação a colegas de trabalho). Um indivíduo com pontuação baixa no fator Honestidade-Humildade pode ter uma propensão a atos anti-sociais. Quais atos anti-sociais um indivíduo provavelmente cometerá podem estar relacionados ao seu perfil de personalidade junto com os outros fatores do modelo HEXACO. Por exemplo, alguém com pontuação baixa em Honestidade-Humildade e baixa em Conscienciosidade e Amabilidade tem maior probabilidade de se envolver em delinquência no local de trabalho.
A tríade sombria da personalidade consiste em psicopatia, maquiavelismo e narcisismo. A psicopatia é identificada por características como falta de remorso, antissocialidade e egoísmo. O maquiavelismo consiste no egoísmo e na manipulação. O narcisismo também pode ser definido como egoísmo, mas é diferente, pois essa pessoa se consideraria de maior importância do que aqueles ao seu redor. No entanto, esses construtos não são totalmente representados em modelos comuns de cinco fatores de personalidade. A Tríade Sombria pode ser conceituada como estando no polo oposto da Honestidade-Humildade (Sincero, Fiel, Leal etc.), o que significaria que baixos níveis de Honestidade-Humildade correspondem a níveis mais altos de psicopatia, maquiavelismo e/ou narcisismo. Os construtos de personalidade da Tríade Sombria tendem a se correlacionar apenas com amabilidade no Inventário dos Cinco Grandes, caso contrário, eles são representados de forma inconsistente nas medidas dos traços dos Cinco Grandes. Por esse motivo, vários pesquisadores têm utilizado o modelo HEXACO para obter uma compreensão mais detalhada das características de personalidade de indivíduos que apresentam traços/comportamentos que seriam considerados na dimensão da Tríade Negra.